# Доріжка флірту (фільм)
«Доріжка флірту» (англ. Flirtation Walk) — американська музична мелодрама 1934 року режисера Френка Борзейгі, знята кінокомпанією First National Pictures. В 1935 році фільм був номінований на дві премії «Оскар»: найкращий фільм та найкращий звук.

## Сюжет
Річард Палмер — розквартирований на Гаваях офіцер, закохується в Кіт Фіттс, дочку його генерала. Щоб уникнути скандалу, вони вирішують розлучитися раз і назавжди, але у долі на них свої плани, так що невдовзі вони знову зустрічають один одного в Вест-Пойнті, і тепер вже ніхто і ніщо не стоїть між ними.

## У ролях
- Дік Пауелл — Річард «Канарка» Палмер Грант Дорсі, молодший
- Рубі Кілер — Кіт Фіттс
- Піт О'Браян — Скраппер Торнгілл
- Росс Александр — Оскі
- Джон Арледж — Спайк
- Джон Елдрідж — лейтенант Біддл
- Генрі О'Нілл — генерал Фіттс
- Гвінн Вільямс — Сліпі
- Фредерік Бартон — генерал Ландакре
- Джон Дарров — Чейз

## Пісні
Музика та текст пісень Еллі Врубел та Морт Діксон:
- «Flirtation Walk»
- «I See Two Lovers»
- «Mr. and Mrs. Is the Name»
- «When Do We Eat?»
- «Smoking in the Dark»
- «No Horse, No Wife, No Mustache»